# Irlande au Concours Eurovision de la chanson 1966
 (mars 2019).
L'Irlande a participé au Concours Eurovision de la chanson 1966 le 5 mars à Luxembourg. C'est la 2e participation de l'Irlande au Concours Eurovision de la chanson.
Le pays est représenté par le chanteur Dickie Rock et la chanson Come Back to Stay qui ont été sélectionnés au moyen d'une finale nationale organisée par la Raidió Teilifís Éireann (RTÉ).

## Sélection

### Irish Final 1966
Le radiodiffuseur irlandais Raidió Teilifís Éireann (RTÉ, « Radio-télévision irlandaise ») organise une finale nationale, pour sélectionner l'artiste et la chanson représentant l'Irlande au Concours Eurovision de la chanson 1966.
Parmi les participants, on note Butch Moore, premier représentant de l'Irlande à l'Eurovision, lors du concours de l'année précédente.

#### Finale
La finale nationale, présentée par Brendan O'Reilly (en), a eu lieu le 22 janvier 1966 aux studios RTÉ à Dublin.
Cinq artistes et douze chansons ont participé à la finale nationale. Les chansons sont interprétées en anglais et une en irlandais, les deux langues officielles de l'Irlande.
| Ordre | Artiste       | Chanson                          | Langue    | Traduction                         | Points | Place |
| ----- | ------------- | -------------------------------- | --------- | ---------------------------------- | ------ | ----- |
| 1     | Deirdre Wynne | There's No Sense in Being a Fool | Anglais   | C'est insensé d'être fou           | 4      | 5     |
| 2     | Dickie Rock   | Come Back to Stay                | Anglais   | Reviens pour rester                | 20     | 1     |
| 3     | The Ludlows   | A Sailor Will Sail               | Anglais   | Un marin va naviguer               | 3      | 8     |
| 4     | Butch Moore   | I See Your Face                  | Anglais   | J'ai vu ton visage                 | 0      | 10    |
| 5     | Sonny Knowles | The Menace from Ennis            | Anglais   | La menace d'Ennis                  | 0      | 10    |
| 6     | Deirdre Wynne | Why Don't You Say It's So?       | Anglais   | Pourquoi ne le dis-tu pas ainsi ?  | 8      | 3     |
| 7     | Dickie Rock   | Can't Make Up My Mind            | Anglais   | Je ne peux pas me décider          | 4      | 5     |
| 8     | Butch Moore   | Why Don't You Believe in Her?    | Anglais   | Pourquoi je ne crois pas en elle ? | 7      | 4     |
| 9     | Sonny Knowles | Chuaigh mé suas don chluiche mór | Irlandais | Je suis venu au grand match        | 0      | 10    |
| 10    | The Ludlows   | The Winds Thro' the Rafters      | Anglais   | Le vent à travers les chevrons     | 9      | 2     |
| 11    | Dickie Rock   | Oh Why                           | Anglais   | Oh pourquoi                        | 1      | 9     |
| 12    | Deirdre Wynne | Haven't You?                     | Anglais   | N'as-tu pas                        | 4      | 5     |

Lors de cette sélection, c'est la chanson Come Back to Stay, interprétée par le chanteur Dickie Rock, qui fut choisie. Le chef d'orchestre à l'Eurovision est Noel Kelehan.

## À l'Eurovision
Chaque jury national attribue un, trois ou cinq points à ses trois chansons préférées.

### Points attribués par l'Irlande
| 5 points | Royaume-Uni |
| 3 points | Suisse      |
| 1 point  | Pays-Bas    |

### Points attribués à l'Irlande
| 5 points | 3 points                            | 1 point |
| -------- | ----------------------------------- | ------- |
| - France | - Belgique - Pays-Bas - Yougoslavie |         |

Dickie Rock interprète Come Back to Stay en 17e position lors de la soirée du concours, suivant les Pays-Bas et précédant le Royaume-Uni.
Au terme du vote final, l'Irlande termine 4e — à égalité avec la Belgique — sur les 18 pays participants, ayant reçu 14 points au total provenant de quatre pays,.